# Баитовская культура
Баитовская культура — археологическая культура Железного века (8/7—5/4 века до нашей эры), распространенная в Западной Сибири. Сформировалась на основе Бархатовской культуры Бронзового века
Захоронения курганного типа. Жилища в виде землянок. В основе хозяйства - скотоводство.